# 鳄梨蛋糕

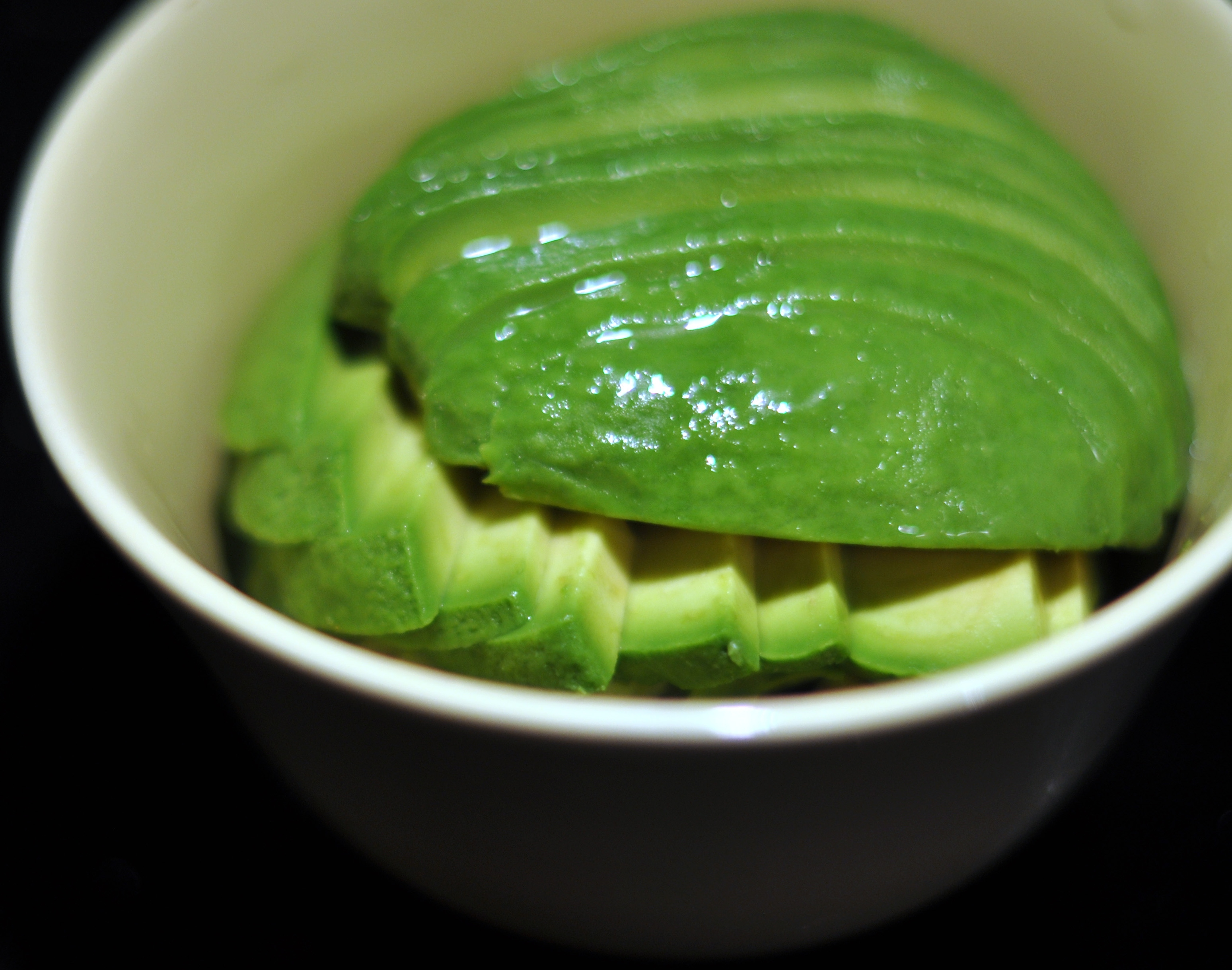
酪梨是酪梨蛋糕的主要成分

酪梨蛋糕（英語：Avocado cake）主要是使用酪梨以及蛋糕組成。酪梨醬、巧克力蛋糕和鬆餅可作為麵糊材料。蛋糕口味變化包括酪梨蛋糕、酪梨巧克力布朗尼蛋糕和酪梨起士蛋糕，其中酪梨蛋糕內含维生素E和必需脂肪酸。

## 概述
酪梨是蛋糕及其他經典口味的主要成分，可使用各種酪梨。酪梨蛋糕在料理中可能帶有微妙的酪梨味。搗碎的酪梨可用於面糊材料，也可當作配料；切片酪梨可用來裝飾，或發揮其它作用，如果皮屑水果的味道。其他酪梨運用，可搭配牛奶、白脱牛奶、葡萄乾、棗、核桃、榛果、百香果、肉桂和肉荳蔻等；檸檬可延緩酪梨氧化}；素食亦可享用，也可添加於巧克力蛋糕和鬆餅作為麵糊材料。

## 品種

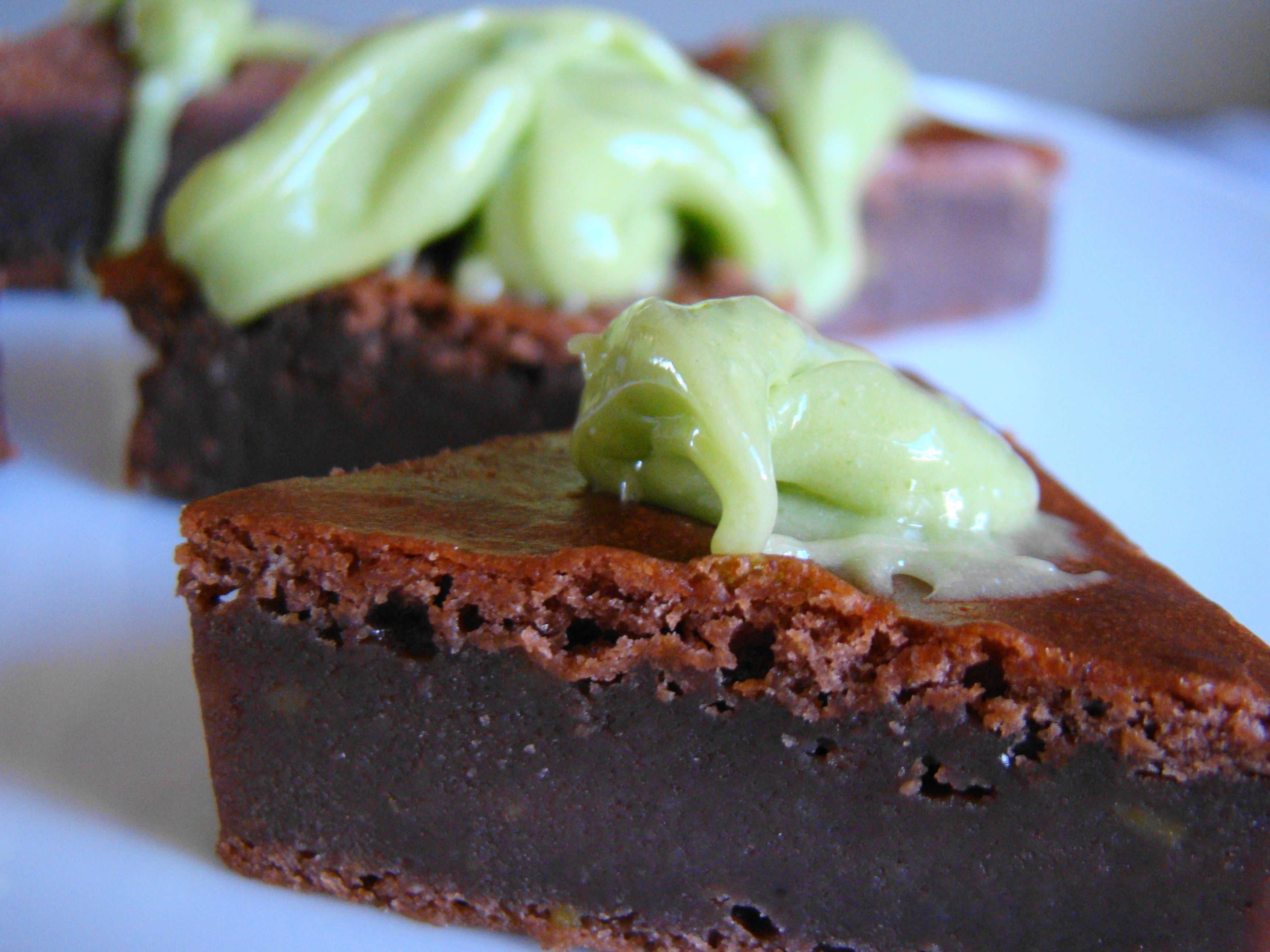
酪梨布朗尼

### 生鳄梨蛋糕
生鳄梨蛋糕是使用生鳄梨和其他食品加工混合後製成，含有維生素E和必需脂肪酸。

### 酪梨巧克力布朗尼蛋糕
酪梨巧克力布朗尼蛋糕主要成分是布朗尼巧克力，使用過熟酪梨可能產生如乳脂軟糖般的黏稠度。

### 酪梨起司蛋糕
酪梨起司蛋糕是以起司為風格的蛋糕，但仍以酪梨為主要成分；生酪梨可自行準備，其構造可能由奶油組成，曾在2015年3月播出的廚神當道其中一集亮相。

## 鳄梨蛋糕裝飾配料
鳄梨蛋糕可搭配“傻瓜”或“瘋狂配料”。傻瓜鳄梨是由水果或果汁和奶黃合成。“傻瓜”一詞可追溯到16世紀，是“微不足道”的同義詞；而有一些海綿牛奶蛋糕是使用瘋狂鳄梨，是種斯里蘭卡食物。瘋狂鳄梨可用生鳄梨、奶油、糖和檸檬準備並添加兰姆酒，具有奶油風格。